# إيدي آدمز
إيدي آدامز (بالإنجليزية: Edie Adams)‏ (ولدت إديث إليزابيث إنك، في 16 أبريل 1927 - 15 أكتوبر 2008) مغنية وممثلة وكوميدية وسيدة أعمال أمريكية، فائزة جائزة إيمي وجائزة توني.

## روابط خارجية
- إيدي آدمز على موقع IMDb (الإنجليزية)
- إيدي آدمز على موقع الموسوعة البريطانية (الإنجليزية)
- إيدي آدمز على موقع ألو سيني (الفرنسية)
- إيدي آدمز على موقع ميوزك برينز (الإنجليزية)
- إيدي آدمز على موقع تيرنر كلاسيك موفيز (الإنجليزية)
- إيدي آدمز على موقع أول موفي (الإنجليزية)
- إيدي آدمز على موقع قاعدة بيانات برودواي على الإنترنت (الإنجليزية)
- إيدي آدمز على موقع قاعدة بيانات برودواي على الإنترنت (الإنجليزية)
- إيدي آدمز على موقع قاعدة بيانات برودواي على الإنترنت (الإنجليزية)
- إيدي آدمز على موقع قاعدة بيانات الأفلام السويدية (السويدية)
- إيدي آدمز على موقع فايند أغريف

- الموقع إيدي ادامز الرسمي
- Ernie Kovacs Dot Net: A Tribute To Television's Original Genius